# Helen Fielding
Helen Fielding (Morley, Yorkshire, 19 februari 1958) is een Engels schrijfster van columns en boeken. Ze studeerde aan de Universiteit van Oxford.
Fielding begon met columns te schrijven onder het pseudoniem Bridget Jones in de krant The Independent. Door het succes hiervan besloot Helen Fielding een boek te schrijven over Bridget Jones. Het boek Bridget Jones's Diary kwam in 1996 uit en werd in 2001 verfilmd met in de hoofdrollen Renée Zellweger, Colin Firth en Hugh Grant. Ook de boeken Bridget Jones: The Edge of Reason en Bridget Jones's Baby: The Diaries werden verfilmd.